# 犬神家の一族 (2006年の映画)
『犬神家の一族』（いぬがみけのいちぞく）は、2006年12月16日に公開された日本映画。横溝正史の金田一耕助シリーズである推理小説『犬神家の一族』を、30年前の映画版と同じ監督・主演コンビで再映画化したもので、他のキャストが豪華なことも話題となっている。
第19回東京国際映画祭のクロージング作品としてプレミア上映された。
市川崑監督の遺作となった。

## 背景
市川は「前作をビデオで観直してみたら、これがよくできていて『これ以上面白い作品を作れるだろうか』と困ったが、CGも使ってみたいし、とにかく面白い娯楽作品になるようもう一度チャレンジしたい」という思いから、リメイクを決意した。

## ストーリー（原作や旧作との差異）
ストーリー展開は概ね原作通りであり、原作からの変更点も大部分は旧作を踏襲している。脚本も故人を含む旧作の三人連名クレジットをそのまま用いて(順番は異なる）同じ脚本の使用であることが示された。変更はごく僅かな省略や追加が大部分だが、旧作から最も大きく変更されているのは原作に無いラストシーンで、皆が送別のお茶会を計画していることを古館弁護士から聞いた金田一は、古館が会場の様子を見に行っている間に逃げ出し、田園風景の中を徒歩で去っていく場面で終わる。
旧作が原作から変更したのを原作通りに戻した部分もある。
- 遺言公表後の金田一と古館の「珠世が危険だ」という会話は那須ホテルで行われている。
- 金田一が柏屋に警察より先行して辿りついた設定は無い（署長が柏屋へ出向く設定に変更したのは旧作の通り）。

金田一により一同の前で真犯人が明らかにされた後、真犯人の取る行動は旧作と同様であるが、それに対する金田一の対応は大幅に異なっている。一見すると金田一の行動に違いは見受けられないが、金田一の視線の演技が異なるため、意味が全く異なる。
過去の経緯に関する金田一の推理展開が旧作より進んでいる傾向があり、例えば犬神製薬が麻薬で成長したという負の側面は「犬神佐兵衛伝」の記述の行間から具体的に読み取ったうえで古館弁護士に確認している。大山神官に佐兵衛の過去を聞き出しに行ったときには男色関係に関する予備知識は無く、諸状況から佐兵衛の過去が重要と一般論的に判断してのことであった。
旧作では青沼菊乃の消息が古館弁護士の調査結果と静馬の科白とで矛盾していたが、調査結果の方が「空襲で死亡」から「病死」に変更されたため矛盾は解消している。
旧作では右側の顎下まで焼け爛れた傷がある静馬の素顔は原作寄りだが、鼻は損壊していない。
旧作にあった若き佐兵衛と交わる晴世、それを見つめる大弐、東京の仮面師に佐清のゴムマスクを作らせるなどの回想シーンが描かれていない。
旧作では松子と佐清以外には始終無口であった静馬は、今作で珠世に依頼された壊れた時計の修理（実際は付着した指紋を佐清の指紋と鑑定するための口実）を断る際に「今は気が向かないからその内に」と返事している。
前作では、53歳の三國連太郎（娘を演じる高峰三枝子より5歳若い）が老けメイクで佐兵衛に扮し、臨終場面や遺影以外にも壮年期の活躍を回想するモノクロスチルが何枚か挿入されたが、今回佐兵衛に扮するのは比較的設定に近い年齢の（73歳）仲代達矢であり、回想場面は「犬神佐兵衛伝」の口絵として挿入された写真1葉が一瞬映る程度しかない。また、少女時代の松子がフラッシュバックする映像も割愛された。

## 音楽
本作の音楽は、『映画女優』や『つる -鶴-』などで1980年代から市川崑とコンビを組み、市川の横溝ミステリー作品『八つ墓村』(東宝映画版）も手がけていたピアニストの谷川賢作が担当した。
メインテーマには、1976年版で鮮烈な印象を残して以降、金田一が登場する野村證券や全日空のパロディCMのBGMに使われるほど、横溝作品のイメージに強く紐づいている大野雄二作曲の『愛のバラード』を、原曲のまま使用している。
本編中の劇伴の大半は谷川の新曲としながらも、金田一が那須に現われる場面を始め、随所に1976年版の大野のスコアを谷川が新録音した楽曲と『愛のバラード』のアレンジ曲（これも谷川による再演奏）が使われた。本作のサウンドトラック盤はエピックレコードジャパンから2006年12月に発売され、DISC1は谷川の作・編曲による2006年版、DISC2は大野の1976年版音楽を収めた2枚組アルバムとなっている。この商品化にあたり、DISC2は新たに8曲のボーナス・トラックが追加されているため、既発売の1976年版アルバムと全く同一の収録内容ではない。

## 出演者
- 金田一耕助 - 石坂浩二
- 野々宮珠世 - 松嶋菜々子
- 犬神松子 - 富司純子
- 犬神竹子 - 松坂慶子
- 犬神梅子 - 萬田久子
- 犬神佐清 / 青沼静馬 - 尾上菊之助
- 犬神佐武 - 葛山信吾
- 犬神佐智 - 池内万作
- 犬神小夜子 - 奥菜恵
- 犬神寅之助 - 岸部一徳
- 犬神幸吉 - 螢雪次朗
- 若林久男 - 嶋田豪
- 猿蔵 - 永澤俊矢
- 青沼菊乃 - 松本美奈子
- 藤崎（鑑識課員） - 石倉三郎
- 仙波（刑事） - 尾藤イサオ
- 那須ホテル主人 - 三谷幸喜
- はる（那須ホテル女中） - 深田恭子
- 岬の子供 - 石田直也
- 岬の警官 - 木本秀一
- 犬神家の主治医 - 野村信次
- 犬神家の女中 - 蓮佛美沙子
- 赤ん坊 - 星春希
- 警官A - 清末裕之
- 警官B - 松田正悟
- 参謀 - 保木本竜也
- 柏屋の九平 - 林家木久蔵
- 柏屋の女房 - 中村玉緒
- 松子の母・お園 - 三條美紀
- 琴の師匠 - 草笛光子
- 大山（神官） - 大滝秀治
- 等々力（署長） - 加藤武
- 古館恭三 - 中村敦夫
- 犬神佐兵衛 - 仲代達矢（青年時代：高良健吾：実際には公開された画像にはないためクレジットにもない）

## スタッフ
- 原作 - 横溝正史「犬神家の一族」
- 監督 - 市川崑
- 脚本 - 市川崑、日高真也、長田紀生
- 製作 - 黒井和男
- プロデューサー - 一瀬隆重
- ライン・プロデューサー - 福島聡司
- 製作統括 - 信国一朗、榎本和友、井上雅博
- 企画 - 椿宜和、濱名一哉、北川直樹、喜多埜裕明
- 撮影 - 五十畑幸勇
- 照明 - 斉藤薫
- 録音 - 斉藤禎一
- 調音 - 大橋鉄矢
- 音響効果 - 斉藤昌利
- 美術 - 櫻木晶
- 編集 - 長田千鶴子
- 音楽 - 谷川賢作
- テーマ曲 - 大野雄二[1]
- イメージソング - 「On&On」 アンジェラ・アキ
- 監督補佐 - 手塚昌明
- 助監督 - 宮村敏正
- キャスティング - 山口正志
- 装飾小道具 - うてなまさたか、山内康裕
- 特機 - 木本秀一
- 衣装 - 斉藤育子
- 製作委員会 - 角川ヘラルド映画、日本映画ファンド、TBS、オズ、ソニー・ミュージックエンタテインメント、Yahoo! JAPAN
- 製作プロダクション - オズ

## エピソード

### 舞台設定
- プロデューサーの一瀬隆重からリメイクを持ちかけられた市川崑は、旧作が湖畔を舞台にしていたため、本作では川辺を舞台にしようと考え、構想を練っていた。その結果、大幅な脚本の書き換えが必要となり、市川がそれを一瀬に伝えたところ、一瀬は旧作と同じ脚本の使用を想定していたため、結局また湖畔を舞台とすることになった。ただ、犬神佐兵衛の一生を描くにあたって、本作では佐清と珠世のラブストーリー色を濃くし、ラストシーンも旧作とは大幅に変更された。
- 冒頭の金田一の登場シーンは、旧作とは全く別の場所で歩くシーンだけを撮影し、それを当時の風景と同一になるよう、背景をCGで処理し合成したものである。

### キャスト
- キャストでは、石坂浩二（金田一耕助）、大滝秀治（大山神官）の2人が旧作と同一役柄にて出演している。また、加藤武も旧作とほぼ同一の役柄ながら、役名が旧作では「橘署長」、本作では「等々力署長」と、苗字が異なっている。（石坂浩二の金田一耕助シリーズ#主な助演者も参照のこと。）
- 金田一耕助は年齢不詳という設定であるが、石坂は「今回の金田一は55、56歳のイメージで、そこまできた彼の人生を考えた上で演じたつもり。（前作と違い）この年齢になると佐清君と珠世さんの恋愛にしても目線の向け方が違ってくると思う」（パンフレット掲載のインタビューより）と語っている。
- 旧作で竹子を演じた三條美紀（当時の芸名：三条美紀）は、本作では松子の母・お園を、梅子を演じた草笛光子は、琴の師匠をそれぞれ演じた。なお、草笛は加藤、大滝とともに石坂主演のシリーズ全作品に出演を果たしている。同じく旧シリーズで皆勤だった三木のり平と小林昭二はすでに世を去っていた[5]。
- 市川は当初、琴の師匠役には旧作でも同役を演じ、市川作品に多数出演している岸田今日子をキャスティングしていたが、岸田の病気療養のために断念し、草笛を配した。なお、岸田は、本作の封切の翌日である2006年12月17日に死去した。
- 仙波刑事は旧作にはない役である。但し、旧作で同じ役回りの刑事が存在しており、この刑事役は旧作のプロデューサー・角川春樹がノンクレジットで演じていた。
- 松嶋菜々子（野々宮珠世）のキャスティングは、本作製作の条件として一瀬が市川に対して強硬に主張した。逆に市川は、金田一役には石坂以外は起用しないと条件を出した。
- 岬の警官役は旧作では俳優がキャスティングされたが、本作では台本も空白のまま最後まで決まらず、結局その人相風体からか、特機スタッフの木本秀一が演じている。